# Lissonota sahlbergi
Lissonota sahlbergi är en stekelart som beskrevs av Hellen 1915. Lissonota sahlbergi ingår i släktet Lissonota och familjen brokparasitsteklar. Inga underarter finns listade i Catalogue of Life.